# 北杜市考古資料館
北杜市考古資料館（ほくとしこうこしりょうかん）は、山梨県北杜市にある資料館である。

## 概要
2007年4月に谷戸城ふるさと歴史館として開館。その後、北杜市考古資料館に改称。北杜市の遺跡で発掘された旧石器時代～戦国時代の遺構や遺物の常設展示を行っている。

## 常設展示
展示室1
- 旧石器時代～縄文時代　国史跡金生遺跡ガイダンス

展示室2
- 弥生時代～平安時代

展示室3　
- 中世（鎌倉時代～戦国時代）国史跡谷戸城跡ガイダンス

## 利用案内
開館時間
- 午前9時 - 午後5時（入館は午後4時30分まで）

観覧料
- 大人210円（100円）　小中学生100円（50円）（）内は20人以上の団体料金

休館日
- 火曜日・水曜日（祝日の場合は木曜日）祝日の翌日（土・日曜日、祝日を除く）12月28日～1月4日

## アクセス
路線バス
- JR中央本線小淵沢駅から北杜市民バス、「旧JA大泉支店前」バス停下車後徒歩約６分

車
- 中央自動車道長坂ICより約10分